# Jerry de Jong
Jerry Murrien de Jong (* 29. August 1964 in Paramaribo) ist ein ehemaliger surinamisch-niederländischer Fußballspieler. Er war für PSV Eindhoven, FC Groningen und MVV Maastricht in der Eredivisie sowie für SM Caen in der französischen Division 1 aktiv; dreimal wurde er in der niederländischen Nationalmannschaft eingesetzt. Sein Sohn Nigel ist ebenfalls Fußballnationalspieler.

## Karriere

### Verein
Jerry de Jong begann bei SDW in Amsterdam, Fußball zu spielen. Als Jugendlicher war er bei AZ’67 aktiv; gemeinsam mit Paul Nortan, Fred Patrick und Sigi Lens bildete er im Alkmaarer Nachwuchs De Zwarte Brigade, die „schwarze Brigade“ von Spielern surinamischer Abstammung. Die Profilaufbahn des Abwehrspielers begann 1984 beim Zweitligisten Telstar, für den er in dreieinhalb Spielzeiten 95 Spiele machte, in denen er acht Tore erzielte. In der Saison 1987/88 wechselte er zum Ligakonkurrenten SC Heerenveen, für den er bis Ende der folgenden Spielzeit 50-mal (zwei Tore) in der Eerste divisie antrat. 1989 nahm ihn die PSV aus Eindhoven unter Vertrag. In seiner ersten Saison in der höchsten Spielklasse konnte er sich noch nicht durchsetzen und kam nur auf drei Einsätze. In der folgenden Saison lief er 29-mal für PSV auf; in diese Zeit fielen auch seine Einsätze in Oranje. In der Spielzeit 1991/92 musste er jedoch anschließend seinen Platz in der Abwehr Routiniers wie Eric Gerets und Adri van Tiggelen, der von Anderlecht zu PSV gewechselt war, überlassen. In der Saison 1992/93 wurde er für ein halbes Jahr zum Ligakonkurrenten FC Groningen ausgeliehen, bei dem er zwölfmal eingesetzt wurde. In seinen fünf Jahren bei PSV kam er insgesamt auf 54 Ligaeinsätze und acht Europapokalspiele. Zweimal wurde er mit PSV Meister, einmal Pokalsieger und einmal Supercupgewinner.
Zur Saison 1994/95 ging er nach Frankreich zu SM Caen, konnte sich jedoch auch in der Division 1 nicht etablieren. Nach nur einem Jahr wechselte er, nach dem Abstieg Caens, zurück in die Eerste Divisie zum FC Eindhoven. Hier wurde er in seiner zweiten Spielzeit Stammspieler und erhielt ein Angebot des MVV, bei dem er im Alter von 33 Jahren seinen „zweiten Frühling“ erlebte. In drei Jahren machte er bis zum Abstieg Maastrichts 90 weitere Spiele mit neun Treffern in der Eredivisie. Nach dem Abstieg war er erneut noch einige Monate in der Eerste Divisie für MVV aktiv, ehe es zum Eklat kam: der MVV feuerte seinen Mannschaftskapitän, nachdem bekannt geworden war, dass der mit der Bankkarte seines Klubkameraden Emerson Geld abheben wollte. Angeblich hatte er sein Vermögen beim Spielen verloren.

#### Stationen
- SDW Amsterdam (Jugend)
- AZ’67 (Jugend bis 1984)
- Telstar (1984 bis 1987) Eerste Divisie: 95 Spiele, acht Tore
- SC Heerenveen (1988 bis 1989) Eerste Divisie: 50 Spiele, zwei Tore
- PSV Eindhoven (1989 bis 1994) Eredivisie: 54 Spiele, zwei Tore
  - FC Groningen (ausgeliehen 1992/93) Eredivisie: zwölf Spiele, kein Tor
- SM Caen (1994/95) Division 1, Frankreich: 15 Spiele, kein Tor
- FC Eindhoven (1995 bis 1997) Eerste Divisie: 42 Spiele, drei Tore
- MVV Maastricht (1997 bis 2000) Eredivisie: 90 Spiele, neun Tore; Eerste Divisie: 12 Spiele, ein Tor

### Nationalmannschaft
Während der Saison 1990/91 wurde de Jong von Bondscoach Rinus Michels dreimal in der niederländischen Nationalmannschaft eingesetzt. Alle drei Spiele – gegen Griechenland, auf Malta und gegen Finnland – waren EM-Qualifikationsspiele, alle drei gewann Oranje „zu null“. Da de Jong bei PSV anschließend kaum noch zum Einsatz kam, wurde er auch nicht mehr in die Elftal berufen. Als Nigel de Jong am 31. März 2004 sein Debüt in Oranje gab, war es das siebte Mal, dass ein Sohn seinem Vater in die niederländische Nationalmannschaft folgte.

## Erfolge
- Niederländischer Meister: 1991, 1992
- Niederländischer Pokalsieger: 1990
- Niederländischer Supercup: 1993
- drei A-Länderspiele (kein Treffer) für die Niederlande

## Privates
Jerry de Jong war 20 Jahre alt und gerade Profi geworden, als sein Sohn Nigel geboren wurde. Er verließ Frau und Sohn, als dieser gerade in die Fußballschule von Ajax Amsterdam eintrat; Nigels Mutter erzog ihren Sohn allein, die beiden lebten von Sozialhilfe. Ab 2007 machte Jerry de Jong mit 43 Jahren eine Ausbildung zum Sozialarbeiter bei der Gemeinde Eindhoven im Stadtteil Genderdal.